# С собой не унесёшь
«С собой не унесёшь» (англ. You Can't Take It With You) — эксцентрическая комедия режиссёра Фрэнка Капры, вышедшая на экраны в 1938 году. Сценарий создал Роберт Рискин на основе пьесы Джорджа Кауфмана и Мосса Харта. Лента была удостоена двух премий «Оскар» — за лучший фильм и за лучшую режиссуру, а также получила ещё 5 номинаций: лучший сценарий, лучшая актриса второго плана (Спринг Байинтон), лучшая операторская работа, лучший монтаж (Джин Хэвлик), лучшая запись звука (Джон Лайвадари). 

## Сюжет
Тони — сын одного из самых богатых воротил бизнеса в Нью-Йорке - влюблен в Алису — простую девушку секретаря, - и молодые хотят обвенчаться. Однако эксцентричное поведение родственников и друзей будущей невесты наводит родителей жениха на мысль, что у них с головами не все в порядке. Их дом — это клуб по интересам «городских сумасшедших».
Мать Алисы — Пенни пишет пьесы, потому что пишущую машинку когда-то доставили в их дом по ошибке. Её бездарная сестра Эсси грезит балетом и берёт уроки танца у сумасшедшего русского по имени Потап Коленков, который не прочь отобедать за чужой счет. Папа с друзьями Алисы тратит все свое время, создавая фейерверки и запуская их прямо в доме.
Но больше всех отличается эксцентричным поведением дедушка, который отказывается платить налоги по убеждениям. Весь этот балаган шумит, поёт, танцует и прыгает одновременно, под аккомпанемент губной гармоники дедушки и ксилофона мужа Эсси, мешая делать большой бизнес корпорации Энтони П. Кирби — отца Тони.

## В ролях
- Джин Артур — Элис Сикамор
- Лайонел Барримор — дедушка Мартин Вандерхоф
- Джеймс Стюарт — Тони Кирби
- Эдвард Арнольд — Энтони П. Кирби
- Миша Ауэр — Потап Потапович Коленков
- Энн Миллер — Эсси Кармайкл
- Спринг Байинтон — Пенни Сикамор
- Сэмюэл С. Хиндс — Пол Сикамор
- Г. Б. Уорнер — Рэмси
- Даб Тейлор — Эд Кармайкл
- Доналд Мик — Поппинс
- Хэлливел Гоббс — Де Пинна
- Мэри Форбс — миссис Кирби
- Лилиан Ярбо — Риба
- Эдди Андерсон — Дональд
- Кларенс Уилсон — Блэкли
- Гарри Дэвенпорт — судья

В титрах не указаны
- Роберт Грейг — лорд Мелвилл
- Маргарет Манн — соседка
- Стэнли Эндрюс — адвокат Кирби при предъявлении обвинения
- Ирвинг Бейкон — Генри, старший официант
- Лестер Дорр — репортёр